# Batrachotetrix bufo
Batrachotetrix bufo är en insektsart som beskrevs av Hermann Burmeister 1838. Batrachotetrix bufo ingår i släktet Batrachotetrix och familjen Pamphagidae. Inga underarter finns listade i Catalogue of Life.